# Tellururo di bismuto
Il tellururo di bismuto (Bi2Te3) è un composto di bismuto e tellurio, che si presenta come polvere dal colore grigio. Il bismuto è allo stato di ossidazione +3. 
È un semiconduttore che, quando è in lega con antimonio o selenio è un efficiente materiale termoelettrico per la refrigerazione o la generazione portatile di energia. 
Nel tellururo di bismuto sono stati osservati stati superficiali topologicamente protetti.

## Proprietà termoelettriche
Il tellururo di bismuto è un semiconduttore stratificato a stretto passaggio avente la cella unitaria trigonale. La struttura delle bande di valenza e conduzione può essere descritta con un modello pluri-ellissoidale avente 6 ellissoidi a energia costante che sono centrati sui piani di riflessione. Il Bi2Te3 si sfalda facilmente lungo l'asse trigonale, a causa del legame di Van der Waals tra atomi di tellurio adiacenti. Per questo, i materiali a base di tellururo di bismuto che sono utilizzati per la generazione di energia elettrica o applicazioni di raffreddamento devono essere policristallini.  Inoltre, il coefficiente Seebeck del Bi2Te3 in massa si compensa attorno alla temperatura ambiente, obbligando ad utilizzare, per i dispositivi di generazione di energia, materiali che siano leghe di bismuto, antimonio, tellurio e selenio.
Recentemente, i ricercatori hanno tentato di migliorare l'efficienza dei materiali a base di Bi2Te3 creando strutture in cui una o più dimensioni sono ridotte, come i nanofili o film sottili. 
In una di queste ricerche si è dimostrato che il tellururo di bismuto di tipo n ha un coefficiente di Seebeck (voltaggio per differenza di temperatura unitaria) aumentato di −287 μV/K a 54 °C. Comunque si deve considerare che il coefficiente di Seebeck e la conduttività elettrica hanno un compromesso: a un maggiore coefficiente di Seebeck corrisponde una diminuita concentrazione di carrier e una diminuita conduttività elettrica.
In un altro caso, i ricercatori riportano che il tellururo di bismuto ha elevata conduttività elettrica, pari a 1,1×105 S·m/m2 con una conduttività termica di reticolo molto bassa, pari a 1,20 W/(m2·K), similare a quella del vetro.

## Occorrenza

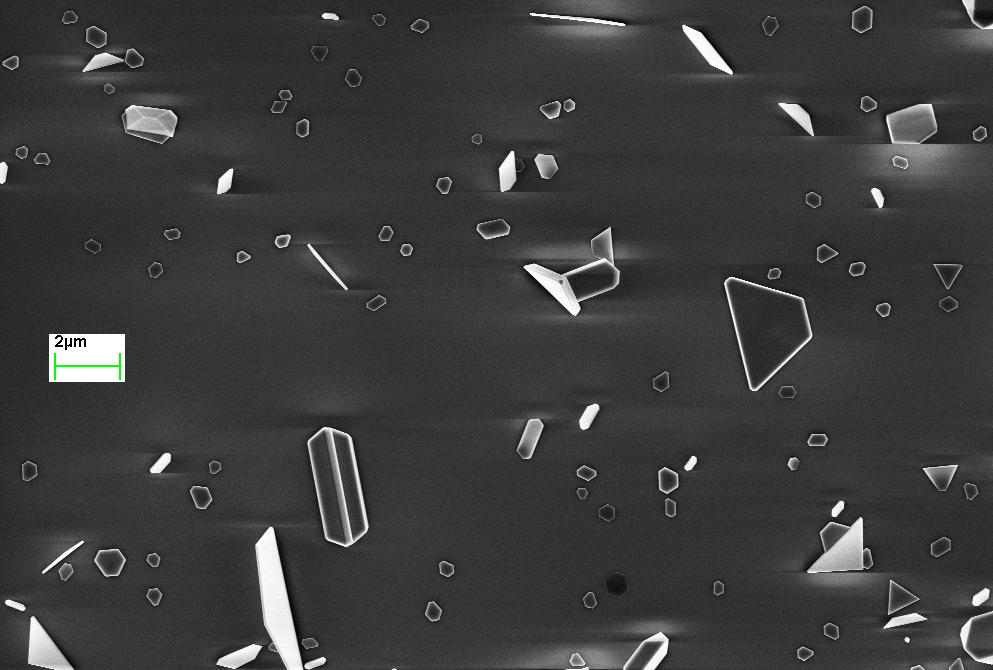
Un'immagine al microscopio elettronico di piccoli cristalli di tellururo di bismuto, nella stessa forma cristallina della tellurobismuthite.

La forma minerale moderatamente rara del Bi2Te3 è la tellurobismuthite. Ci sono molti tellururi di bismuto naturali, che differiscono per la stechiometria, come anche composti del sistema Bi-Te-S-(Se), come ad esempio Bi2Te2S (tetradimite).